# Parishia
Parishia  es un género de plantas con 15 especies,  perteneciente a la familia de las anacardiáceas.

## Taxonomía
El género fue descrito por Joseph Dalton Hooker y publicado en Transactions of the Linnean Society of London 23: 169. 1860. La especie tipo es Parishia insignis.

## Especies
| - Parishia borneensis - Parishia dinghouiana - Parishia elmeri - Parishia insignis - Parishia lowei | - Parishia maingayi - Parishia malabog - Parishia minor - Parishia oblongifolia - Parishia paucijuga | - Parishia polycarpa - Parishia pubescens - Parishia rosea - Parishia sericea - Parishia trifoliolata |